# Сіан Бейлок
Сіан Лія Бейлок — професор психології Університету Чикаго і провідний світовий експерт в галузі досліджень роботи мозку у важких ситуаціях і в моменти високої напруги.

## Наукова діяльність
Вона займається дослідженнями того, як свідомість і тіло реагують на стресові ситуації, коли людині потрібно показати максимум своїх здібностей: від іспитів і тестів до публічних виступів і вирішальних ударів у гольфі. 
Бейлок отримала ступінь по кінезіології і психології в Університеті штату Мічиган. Її дослідження спонсоруються міністерством освіти США, про них регулярно пишуть найбільші ЗМІ - New York Times, NPR, Wall Street Journal. 
Бейлок керує лабораторією Human Performance Lab в Чиказькому Університеті. Основний предмет досліджень лабораторії - когнітивні процеси, які стоять за низькою продуктивністю людини під високим тиском і у вирішальні моменти.

## Кар'єра
- Під час і після досліджень доктора філософії Бейлок досліджувала відмінності між спортивними виступами початківців та експертів.
- Пізніше у своїй кар'єрі Бейлок зосередилася на тому, чому люди погано працюють у стресових академічних ситуаціях, таких як складання іспиту з математики з високими ставками. Бейлок виявив, що турботи під час цих ситуацій позбавляють людей робочої пам'яті або когнітивних сил, яким вони зазвичай повинні зосередитися. Оскільки люди з більшою кількістю робочої пам'яті більше покладаються на свої зусилля, вони можуть зазнати більших наслідків у стресових академічних ситуаціях. Робота Бейлока продемонструвала, що стресові ситуації під час тестів можуть зменшити значущі відмінності між студентами, які в менш стресових ситуаціях можуть мати більші відмінності в результатах.
- З 2003 по 2005 рік Бейлок була доцентом кафедри психології Університету Маямі. Вона працювала на факультеті Чиказького університету з 2005 по 2017 рік, де вона була професором психології Стелли М. Роулі та виконавчим віце-провістором.
- 1 липня 2017 року Бейлок стала 8-м президентом коледжу Барнард.